# Karl Herbst (Schauspieler)
Karl Herbst (* 20. Oktober 1944 in Wien; † 10. April 2015 ebenda) war ein österreichischer Bühnen-Schauspieler, Opernsänger und Sprecher.

## Leben und Wirken
Karl Herbst schloss seine Ausbildung in Wien bei Emmy Funk und Heinrich Brunmüller an der Opernschule der Wiener Musikakademie ab. Er spielte u. a. am Theater an der Wien,  am Volkstheater Wien, bei den Seefestspielen Mörbisch und wirkte über 30 Jahre an der Volksoper Wien. Dabei verkörperte er Theaterrollen in Werken von u. a. William Shakespeare, Johann Nestroy und Georg Büchner.
Als Sprecher war Herbst ab 1987 für Hörbücherei des Blinden- und Sehbehindertenverbandes Österreich tätig. Unter anderem sprach er das Buch Utopia von Thomas Morus sowie kurz vor seinem Tod Zwei Herren am Strand von Michael Köhlmeier. 2014 wurde Herbst als langjähriger Mitarbeiter und Sprecher der Hörbücherei anlässlich des Erscheinens seiner 100. Produktion mit der silbernen Verdienstnadel des Blinden- und Sehbehindertenverbandes Österreich (BSVÖ) ausgezeichnet.
Seit 2001 war er Chormitglied beim Lehár Festival Bad Ischl mit diversen Soloaufgaben als Bass in Operetten wie Fatiniza von Franz von Suppè (als Leutnant Ossip Wasielowitsch Safonoff), Die Csárdásfürstin von Emmerich Kálmán, Der fidele Bauer von Leo Fall, Der Zigeunerbaron von Johann Strauss, Der Bettelstudent von Carl Millöcker sowie Eva und Der Zarewitsch von Franz Lehár. 2006 war er in der Lehár-Operette Die lustige Witwe der eifersüchtige pontevedrinische Gesandtschaftsrat Kromow. 2009 spielte er beim Lehár Festival Bad Ischl in Wiener Blut mit einem „virtuos gesteigerten Wutanfall“ und einem „tiefen Griff in die wienerische Gosse“ den um sein Trinkgeld geprellten Fiakerkutscher. 2014 verkörperte er in Bad Ischl mit „an Nestroy gemahnender Komik“ den „komisch korrupten“ Kammerheizer Kleespitz in der Operette Die Kaiserin von Leo Fall. Auch trat er beim Lehár Festival in Bad Ischl in den Musicals Hallo, Dolly! (als Oberkellner Rudolph) und Gigi (als Rezeptionist im Grand Hotel) auf.
Karl Herbst starb im 71. Lebensjahr in Wien und wurde auf dem Evangelischen Friedhof Matzleinsdorf beigesetzt.